# The Lady of the Lighthouse
The Lady of the Lighthouse è un cortometraggio muto del 1915 diretto da Harry Lambert e George Ridgwell.

## Trama
Un ragazzo diventa cieco e deve imparare a vedere usando il tatto e le mani.

## Produzione
Il film fu prodotto dalla Vitagraph Company of America.

## Distribuzione
Distribuito dalla General Film Company, il film - un cortometraggio in tre bobine - uscì nelle sale cinematografiche statunitensi il 27 aprile 1915 dopo essere stato presentato in prima al Vitagraph Theatre il 28 febbraio.